# محکومین
محکومین فیلمی به کارگردانی و نویسندگی ناصر محمدی محصول سال ۱۳۶۶ است.

## خلاصه داستان
در گرماگرم انقلاب چند مأمور امنیتی فرزند یک جواهر فروش را به قصد اخاذی می‌ربایند و پس از گرفتن مقدار زیادی جواهر او را رها می‌کنند. عباس و پرویز دو تن از ربایندگان، همدستان خود را فریب می‌دهند و با جواهرات می‌گریزند. آنها تصمیم می‌گیرند به کمک یکی از همدستان خود به نام حسن از مرز خارج شوند. در درگیری عباس و پرویز هر دو مجروح می‌شوند و عباس با جواهرات و گذرنامه‌ها به جنگل‌های شمال می‌گریزد. او که زخم سختی برداشته در جنگل بیهوش می‌شود. پیرمرد کوری او را به خانهٔ خود می‌برد و مداوا می‌کند. همسر پیرمرد به عباس مشکوک می‌شود و از طریق برادرش، حسینعلی به مأموران کمیته اطلاع می‌دهد. عباس و به دنبال او حسن و پرویز دستگیر می‌شوند.

## بازیگران
- عنایت‌الله بخشی در نقش عباس
- خسرو امیرصادقی در نقش کامران
- نرسی کرکیا در نقش پرویز
- رضا کرم‌رضایی در نقش حسینعلی
- اصغر جلالیان در نقش رئیس کمیته مردمی
- جمشید لایق در نقش پیرمرد نابینا
- فرهاد محبت در نقش اسد
- مهری ودادیان در نقش همسر پیرمرد
- ایرج صفدری در نقش ساواکی
- نعمت‌الله گرجی در نقش ساواکی
- مرتضی نیکخواه در نقش
- مجید نوروزی در نقش
- شاپور بخشایی در نقش
- ابراهیم آقاجانی در نقش